# Ngày mai chiến thắng
Ngày mai chiến thắng (tiếng Anh: Tomorrow Victory; tiếng Hàn: 내일 도 승리; Romaja: Naeildo Seungri) là một bộ phim truyền hình buổi sáng với sự tham gia của Jeon So-min, Song Won-geun, Choi Phillip và Yoo Ho-rin. Phim được phát sóng trên MBC vào các ngày từ thứ Hai đến thứ Sáu hàng tuần lúc 7:50 (KST), bắt đầu từ ngày 2 tháng 11 năm 2015 đến ngày 29 tháng 4 năm 2016 và được công chiếu tại Việt Nam trên kênh VTV3 lúc 17h15 hàng ngày từ ngày 9 tháng 10 năm 2016. Bộ phim kể về câu chuyện của nữ chính Han Seung-ri phải vật lộn để thừa kế công việc kinh doanh nước tương của gia tộc.

## Nội dung chính
Người ta nói rằng loại nước hoa thơm nhất trên thế giới được chiết xuất từ loài hoa hồng nở rộ trên vùng núi khắc nghiệt của bán đảo Balkan giữa đêm tối và lạnh giá lúc nửa đêm và sáng sớm. Viên ngọc trai xinh đẹp cũng từ nước mắt và nỗi đau của vỏ sò.
Sau khi cha của Han Seung-ri (Jeon So-min) chết oan uổng, gia đình sa sút, sau đó lại bị người yêu phản bội. Nhưng để tiếp tục công việc kinh doanh của gia đình cha và thực hiện ước mơ của mình, cô đã không nản chí, và lại kiên cường đứng lên như một con lật đật. Trong tuyệt vọng, cô ấy có hy vọng rằng ngày mai sẽ tốt hơn ngày hôm nay, và cô ấy sẽ đạt được thành quả to lớn và tươi đẹp sau những đau khổ âm thầm.
Trong hành trình của nhân vật chính vượt qua nghịch cảnh khắc nghiệt, hiện thực hóa ước mơ và tìm thấy hạnh phúc đích thực. Hy vọng rằng nghị lực, sự tích cực, kiên nhẫn và bền bỉ cùng thông điệp về hy vọng và đam mê sẽ an ủi những người đang gặp khó khăn và tuyệt vọng trong cuộc sống.

## Diễn viên

### Diễn viên chính
| Diễn viên     | Vai diễn       | Giới thiệu | Tham khảo   |
| ------------- | -------------- | --- | ----------- |
| Jeon So-min   | Han Seung-ri   | 32 tuổi, luôn tràn đầy năng lượng và hoạt bát, giống như vitamin C. Nụ cười rạng rỡ trên gương mặt là dấu ấn của cô. Nụ cười chân thành không giả dối của cô ấy có ma lực khiến cả thế giới ấm áp trong chốc lát. Cô có tính cách táo bạo và thích thử thách. Sau khi tốt nghiệp Khoa Thực phẩm và Dinh dưỡng, cô nhận công việc chuyên gia dinh dưỡng tại một tập đoàn lớn, và hiện đang làm việc tại một công ty nước tương do cha cô điều hành. Ước mơ của cô là nối nghiệp kinh doanh của gia đình. Sau đó, cô rơi vào đầm lầy tuyệt vọng khi mất đi tất cả những người cô yêu cùng một lúc do sự phản bội của Seon-woo, người là cả cuộc đời cô. Cuối cùng của sự tuyệt vọng đó, cô ấy gặp Hong-joo.                                                                                              | [ 3 ] [ 5 ] |
| Song Won-geun | Na Hong-joo    | 34 tuổi, ngoại hình quyến rũ, thân hình cân đối, tài ăn nói khéo léo, anh đã chiếm được cảm tình của rất nhiều phụ nữ. Anh ấy đã thổ lộ tình yêu của mình với vô số phụ nữ, nhưng anh chưa dành tình cảm thực sự cho bất kỳ ai. Sau khi gặp Seung-ri, anh dần muốn tìm lại thứ gì đó quý giá mà mình đã đánh mất. | [ 3 ] [ 5 ] |
| Choi Phillip  | Cha Seon-woo   | 35 tuổi, là người có tâm hồn trong sáng, tính cách im lặng và lạnh lùng. Gia đình sa sút sau cái chết đột ngột của người cha, anh gánh vác trách nhiệm nuôi ba đứa em. Có chứng chỉ kế toán viên khi đang làm việc tại công ty và hiện đang là nhân viên kế toán công ty kế toán. Anh ấy tin rằng mình có thể thành công ngay cả khi không có tiền và sự nâng đỡ, anh đã làm việc chăm chỉ, nhưng sớm nhận ra rằng anh không thể thành công chỉ bằng sức lực. Cô gái mang lại ánh sáng cho cuộc đời tăm tối của anh chính là Seung-ri. Họ yêu nhau hết lòng và đồng ý kết hôn. Nhưng tham vọng thành công của anh sau khi gặp Jae-kyeong đã phun trào như một ngọn núi lửa đang hoạt động. Anh bỏ rơi Seung-ri để bay cao hơn, đẩy cuộc đời Seung-ri rơi xuống vực thẳm, chà đạp cô không thương tiếc. | [ 3 ] [ 5 ] |
| Yoo Ho-rin    | Seo Jae-kyeong | 31 tuổi, là con gái duy nhất của Chủ tịch tập đoàn Xudong. Cô từ nhỏ đã lớn lên sung túc nên thiếu quan tâm đến người khác và có tính cách ích kỉ, nhưng cô ấy là một người trong sáng hướng về tình cảm trong tình yêu. Khi du học ở Mỹ, cô đã gặp Seon-woo và yêu. Một người đàn ông sẽ dành cho cô tình yêu vô điều kiện và liều mạng để yêu, đó là tất cả những gì cô cần. Sau khi đi du học nhiều năm và trở về, cô giữ chức trưởng nhóm của công ty thực phẩm Xudong. Cuộc sống của cô đang thuận buồm xuôi gió, nhưng một ngày cô biết được sự thật về cuộc đời mình - cô không phải là con ruột của người cha hiện tại, mà là con gái của một tay cờ bạc. Kể từ đó, cô luôn cảm thấy bất an, sợ người cha hiện tại có thể biết được sự thật và từ bỏ cô...                                     | [ 3 ] [ 5 ] |

### Diễn viên phụ

#### Gia đình Han Seung-ri
| Diễn viên      | Vai diễn              | Giới thiệu | Tham khảo |
| -------------- | --------------------- | --- | --------- |
| Lee Eung-kyung | Gong Cho-hee          | Mẹ của Seung-ri và Se-ri, một công chúa nhỏ. Xuất thân là con gái của một gia đình giàu có, lại được người chồng là Tae-seong hết mực yêu thương, chiều chuộng nên cô thiếu hiểu biết, suy xét và rất tham lam. Công việc càng rộng mở, không theo kịp nên trách nhiệm phía sau dồn hết cho chồng và Seung-ri. Cô luôn bị mẹ chồng trách vì không sinh được con trai khi còn sống mà cô thì khó có thai. | [ 5 ]     |
| Lee Ji-hyun    | Han Se-ri             | Con gái lớn của Tae-seong và Cho-hee, chị gái của Seung-ri, là phóng viên báo mạng. Một người phụ nữ xem tiền như là niềm tin của mình. Cô nghĩ rằng thế giới như một kệ hàng rộng lớn, cô ấy vô điều kiện chỉ xem xét thương hiệu khi chọn một người đàn ông. | [ 5 ]     |
| Jeon In-taek   | Han Tae-seong (Cameo) | Cha của Se-ri và Seung-ri, điều hành một công ty nước tương nhỏ. Ông đã kế thừa những bí quyết làm nước tương từ thế hệ đi trước và đang tiếp nối công ty cho thế hệ thứ ba. Với tính cách thật thà, lương thiện, anh có triết lý 'Mình làm tương với suy nghĩ nhà mình ăn nên làm ra'. Sau 5 năm phát triển, ông đã thành công trong việc phát triển một loại nước tương cải tiến tối đa hóa hàm lượng axit amin. Sau buổi phát thanh mua sắm tại gia đầu tiên, nước tương bán chạy như bay, nhưng một tai nạn bất ngờ xảy ra chỉ trong một đêm. | [ 5 ]     |

#### Gia đình của Na Hong-joo
| Diễn viên    | Vai diễn      | Giới thiệu | Tham khảo |
| ------------ | ------------- | --- | --------- |
| Lee Joo-shil | Park Bok-soon | Bà của Hong-joo. | [ 5 ]     |
| Lee Han-seo  | Na Ja-doo     | Con gái của Hong-joo. Một đứa trẻ xinh đẹp và thông minh. Cô bé biết rằng mẹ cô đã bỏ rơi cô .Nhưng nhờ có cha, Hong-joo, như một người bạn quan tâm và dễ chịu, cô bé đã lớn lên một cách đầy vui vẻ mà không nghĩ ngợi. Đôi khi bị bạn bè trêu chọc hay nhớ mẹ, cô bé trở nên trầm cảm, nhưng cô là một đứa trẻ sâu sắc, không chịu khuất phục vì sợ bố sẽ buồn lòng. | [ 5 ]     |

#### Gia đình Cha Seon-woo
| Diễn viên     | Vai diễn        | Giới thiệu | Tham khảo |
| ------------- | --------------- | --- | --------- |
| Lee Sang-sook | Eom Cheong-shil | Mẹ của Seon-woo và Jin-woo Bà mất chồng sớm và một mình nuôi bốn người con. Với tài năng thiên bẩm về ẩm thực, giờ đây bà đã tự tay làm các món ăn phụ tại nhà và giao chúng cho các cửa hàng bán đồ ăn phụ tại địa phương. Mẹ của Seung-ri, Cho-hee, là bạn với cô ấy ở quê nhà. | [ 5 ]     |
| Kim Min-cheol | Cha Jin-woo     | Em trai của Seon-woo, phóng viên báo mạng. Mặc dù anh là người hiểu, ngay thẳng, thông minh và bao dung, nhưng anh ấy không nhạy cảm và không linh hoạt. Anh làm việc với một nhân viên thu thuế tại một công ty báo chí và thường xuyên tranh luận. Anh ta bị lóa mắt bởi việc anh sử dụng biên lai do ông chủ của mình đăng cho mục đích cá nhân, và anh ta phá hỏng bầu không khí bằng cách hát quốc ca mà không cần thông báo ngay cả trong một bữa tiệc tối. Tuy nhiên, tôi không thể ghét anh ấy vì anh ấy là một người đàn ông đam mê và luôn làm việc chăm chỉ trong mọi việc. | [ 5 ]     |

#### Gia đình của Seo Jae-kyeong
| Diễn viên   | Vai diễn       | Giới thiệu | Tham khảo |
| ----------- | -------------- | --- | --------- |
| Han Jin-hee | Seo Dong-cheon | Bố của Jae-kyeong, chủ tịch Tập đoàn Seodong. Một doanh nhân sinh ra đã kế thừa Tập đoàn Seodong từ người tiền nhiệm và ngày càng phát triển về quy mô. Ông là một người theo chủ nghĩa hoàn hảo lạnh lùng, người không để xảy ra sai sót dù là nhỏ nhất trong công việc, nhưng cũng là một người chủ ấm áp, người luôn cố gắng giành học bổng cho những người có hoàn cảnh khó khăn và phúc lợi cho nhân viên của mình. Khi Seodong Foods đang đứng trước bờ vực diệt vong do doanh thu ế ẩm trầm trọng, ông quay trở lại Hàn Quốc để kinh doanh trở lại. Sau đó, tình cờ ông gặp Bok-soon, mẹ của mối tình đầu Soon-young... và tìm thấy người phụ nữ mà anh chưa bao giờ quên, đồng thời biết được những bí mật của quá khứ... | [ 5 ]     |
| Lee Bo-hee  | Ji Young-seon  | Vợ của Dong-cheon, mẹ của Jae-kyeong. Bà có một vẻ ngoài phong nhã và hào hoa. Bà luôn nở một nụ cười thanh thoát, rạng rỡ và nói chuyện nhẹ nhàng. Nhưng dáng vẻ bên ngoài và nội tâm của bà hoàn toàn khác nhau. Bà từng là thư ký của Dong-cheon và thành công trong việc trở thành vợ của ông bằng cách đưa Dong-cheon, người đang say rượu, đến nhà bà. Bà đã sống lo lắng trong suốt phần đời còn lại của mình, lo sợ rằng liệu Dong-cheon có tìm ra sự thật hay không. Và bà cũng đang cố gắng biến con gái mình thành người kế vị. | [ 5 ]     |

#### Các diễn viên khác
Danh sách dựa theo trang web giới thiệu phim.
- Goo Hye-ryung
- Son Sung-yoon vai Yoon Tae-hee
- Jung Su-in vai nhân viên
- Jung Young-ki vai phó Seong
- Jung Jong-woo
- Sun Woo-chul
- Choi Young vai thư ký Choi
- Jo Sung-hee
- Park Min-su
- Kim Kwang-yeong vai giám sát viên Park
- Tae Hang-ho vai Kang Min-cheol
- Geum Bo vai nhân viên khách sạn
- Kim Kwang-hyun vai thám tử
- Jung Yi-rang
- Lee Jong-goo vai bác sĩ Kang
- Lee Jung-sung vai giám đốc Min
- Lee Kyu-sub vai cho vay nặng lãi
- Kim Ji-ho
- Kim Gun (tập 110)

## Tỷ lệ người xem
- Trong bảng dưới đây, số màu xanh chỉ tỷ lệ người xem thấp nhất và số màu đỏ chỉ tỷ lệ người xem cao nhất.[7]

| Tập        | Ngày phát sóng | TNmS                 | TNmS                   | AGB Nielsen          | AGB Nielsen            |
| Tập        | Ngày phát sóng | Hàn Quốc (toàn quốc) | Seoul (khu vực thủ đô) | Hàn Quốc (toàn quốc) | Seoul (khu vực thủ đô) |
| ---------- | -------------- | -------------------- | ---------------------- | -------------------- | ---------------------- |
| 1          | 02/11/2015     | 12.0%                | 11.1%                  | 9.9%                 | 9.4%                   |
| 2          | 03/11/2015     | 10.8%                | 9.6%                   | 9.3%                 | 9.7%                   |
| 3          | 04/11/2015     | 11.2%                | 10.5%                  | 9.5%                 | 9.1%                   |
| 4          | 05/11/2015     | 10.8%                | 10.3%                  | 9.3%                 | 9.3%                   |
| 5          | 06/11/2015     | 11.1%                | 10.1%                  | 9.7%                 | 9.0%                   |
| 6          | 09/11/2015     | 11.1%                | 10.0%                  | 9.8%                 | 9.7%                   |
| 7          | 10/11/2015     | 10.2%                | 9.9%                   | 10.2%                | 10.6%                  |
| 8          | 11/11/2015     | 10.9%                | 10.4%                  | 9.3%                 | 9.2%                   |
| 9          | 12/11/2015     | 9.4%                 | 8.4%                   | 9.1%                 | 9.2%                   |
| 10         | 15/11/2015     | 9.9%                 | 9.1%                   | 8.9%                 | 8.3%                   |
| 11         | 16/11/2015     | 10.1%                | 9.0%                   | 9.5%                 | 9.3%                   |
| 12         | 17/11/2015     | 10.6%                | 10.1%                  | 10.1%                | 10.0%                  |
| 13         | 18/11/2015     | 10.7%                |                        | 9.8%                 | 9.8%                   |
| 14         | 19/11/2015     | 11.4%                | 10.1%                  | 11.1%                | 11.2%                  |
| 15         | 20/11/2015     | 10.5%                | 9.4%                   | 10.2%                | 10.2%                  |
| 16         | 23/11/2015     | 11.0%                | 9.9%                   | 9.9%                 | 10.0%                  |
| 17         | 24/11/2015     | 11.1%                | 9.4%                   | 10.3%                | 10.1%                  |
| 18         | 25/11/2015     | 10.8%                | 9.6%                   | 10.3%                | 10.7%                  |
| 19         | 26/11/2015     | 11.3%                | 9.8%                   | 10.8%                | 10.7%                  |
| 20         | 27/11/2015     | 11.4%                | 10.1%                  | 10.0%                | 10.0%                  |
| 21         | 30/11/2015     | 10.0%                | 9.1%                   | 9.8%                 | 9.9%                   |
| 22         | 01/12/2015     | 10.4%                | 9.5%                   | 10.5%                | 10.3%                  |
| 23         | 02/12/2015     | 10.7%                | 9.8%                   | 10.2%                | 10.0%                  |
| 24         | 03/12/2015     | 10.8%                | 9.3%                   | 11.3%                | 11.2%                  |
| 25         | 04/12/2015     | 10.6%                | 10.1%                  | 11.2%                | 10.8%                  |
| 26         | 07/12/2015     | 10.7%                | 8.2%                   | 11.4%                | 11.1%                  |
| 27         | 08/12/2015     | 10.4%                | 9.0%                   | 12.0%                | 12.0%                  |
| 28         | 09/12/2015     | 10.4%                | 9.0%                   | 11.3%                | 11.6%                  |
| 29         | 10/12/2015     | 10.5%                | 8.8%                   | 10.5%                | 9.7%                   |
| 30         | 11/12/2015     | 9.8%                 | 9.5%                   | 10.5%                | 10.6%                  |
| 31         | 14/12/2015     | 11.3%                | 8.8%                   | 10.3%                | 10.1%                  |
| 32         | 15/12/2015     | 11.0%                | 8.5%                   | 11.0%                | 10.6%                  |
| 33         | 16/12/2015     | 12.2%                | 9.2%                   | 11.2%                | 11.2%                  |
| 34         | 17/12/2015     | 12.3%                | 9.3%                   | 12.0%                | 11.8%                  |
| 35         | 18/12/2015     | 12.3%                | 9.5%                   | 12.7%                | 12.0%                  |
| 36         | 21/12/2015     | 11.1%                | 9.5%                   | 11.2%                | 11.1%                  |
| 37         | 22/12/2015     | 11.2%                | 8.8%                   | 10.5%                | 10.2%                  |
| 38         | 23/12/2015     | 11.7%                | 9.0%                   | 11.2%                | 11.1%                  |
| 39         | 24/12/2015     | 11.8%                | 8.9%                   | 11.4%                | 10.9%                  |
| 40         | 25/12/2015     | 9.6%                 | 7.0%                   | 9.4%                 | 8.0%                   |
| 41         | 28/12/2015     | 11.8%                | 9.6%                   | 11.4%                | 10.9%                  |
| 42         | 29/12/2015     | 11.7%                | 8.9%                   | 10.7%                | 10.2%                  |
| 43         | 30/12/2015     | 12.1%                | 9.0%                   | 12.0%                | 11.5%                  |
| 44         | 31/12/2015     | 11.5%                | 8.9%                   | 11.3%                | 10.7%                  |
| 45         | 01/01/2016     | 9.3%                 | 6.3%                   | 7.1%                 |                        |
| 46         | 04/01/2016     | 11.5%                | 9.3%                   | 10.5%                | 9.4%                   |
| 47         | 05/01/2016     | 11.5%                | 9.1%                   | 10.1%                | 9.4%                   |
| 48         | 06/01/2016     | 13.0%                | 10.2%                  | 10.9%                | 9.5%                   |
| 49         | 07/01/2016     | 13.8%                | 11.3%                  | 12.0%                | 11.4%                  |
| 50         | 08/01/2016     | 13.0%                | 11.0%                  | 11.8%                | 11.0%                  |
| 51         | 11/01/2016     | 14.0%                | 10.7%                  | 12.8%                | 12.2%                  |
| 52         | 12/01/2016     | 14.5%                | 12.3%                  | 11.9%                | 11.3%                  |
| 53         | 13/01/2016     | 15.3%                | 12.7%                  | 12.0%                | 11.7%                  |
| 54         | 14/01/2016     | 14.7%                | 11.7%                  | 12.2%                | 11.2%                  |
| 55         | 15/01/2016     | 14.6%                | 11.4%                  | 12.4%                | 11.7%                  |
| 56         | 18/01/2016     | 13.1%                | 10.7%                  | 11.8%                | 10.9%                  |
| 57         | 19/01/2016     | 15.1%                | 12.1%                  | 13.3%                | 12.9%                  |
| 58         | 20/01/2016     | 14.8%                | 11.0%                  | 13.1%                | 12.6%                  |
| 59         | 21/01/2016     | 15.5%                | 12.1%                  | 12.6%                | 11.5%                  |
| 60         | 22/01/2016     | 15.6%                | 12.3%                  | 12.3%                | 11.0%                  |
| 61         | 25/01/2016     | 14.8%                | 11.2%                  | 13.4%                | 12.9%                  |
| 62         | 26/01/2016     | 14.7%                | 10.8%                  | 12.9%                | 13.0%                  |
| 63         | 27/01/2016     | 16.2%                | 13.0%                  | 12.1%                | 10.9%                  |
| 64         | 28/01/2016     | 15.8%                | 12.3%                  | 12.6%                | 12.2%                  |
| 65         | 29/01/2016     | 15.3%                | 11.8%                  | 12.5%                | 11.6%                  |
| 66         | 2016/02/01     | 16.3%                | 12.5%                  | 13.3%                | 12.4%                  |
| 67         | 2016/02/02     | 16.6%                | 12.7%                  | 13.9%                | 13.4%                  |
| 68         | 2016/02/03     | 17.1%                | 13.1%                  | 13.5%                | 13.2%                  |
| 69         | 2016/02/04     | 17.4%                | 12.8%                  | 13.0%                | 12.0%                  |
| 70         | 2016/02/05     | 16.5%                | 13.0%                  | 13.2%                | 12.3%                  |
| 71         | 2016/02/08     | 8.7%                 |                        | 6.8%                 | 6.4%                   |
| 72         | 2016/02/09     | 12.8%                | 10.3%                  | 10.8%                | 10.2%                  |
| 73         | 2016/02/10     | 15.4%                | 11.5%                  | 12.2%                | 11.5%                  |
| 74         | 2016/02/11     | 17.8%                | 13.6%                  | 13.9%                | 13.5%                  |
| 75         | 2016/02/12     | 17.0%                | 12.2%                  | 13.7%                | 13.2%                  |
| 76         | 2016/02/15     | 17.3%                | 12.4%                  | 14.3%                | 13.1%                  |
| 77         | 2016/02/16     | 17.1%                | 13.0%                  | 13.4%                | 12.2%                  |
| 78         | 2016/02/17     | 17.8%                | 14.5%                  | 14.2%                | 13.2%                  |
| 79         | 2016/02/18     | 17.6%                | 13.7%                  | 14.6%                | 13.3%                  |
| 80         | 2016/02/19     | 16.7%                | 12.8%                  | 14.4%                | 13.5%                  |
| 81         | 2016/02/22     | 15.7%                | 12.6%                  | 12.7%                | 12.2%                  |
| 82         | 2016/02/23     | 16.9%                | 13.2%                  | 14.4%                | 12.8%                  |
| 83         | 2016/02/24     | 15.9%                | 12.3%                  | 13.7%                | 12.9%                  |
| 84         | 2016/02/25     | 16.9%                | 12.7%                  | 13.6%                | 12.6%                  |
| 85         | 2016/02/26     | 16.7%                | 13.2%                  | 14.1%                | 13.1%                  |
| 86         | 2016/02/29     | 16.4%                | 13.2%                  | 14.5%                | 13.8%                  |
| 87         | 2016/03/01     | 15.3%                | 10.9%                  | 13.8%                | 13.9%                  |
| 88         | 2016/03/02     | 16.3%                | 12.4%                  | 13.6%                | 13.0%                  |
| 89         | 2016/03/03     | 16.1%                | 12.6%                  | 14.2%                | 13.4%                  |
| 90         | 2016/03/04     | 17.6%                | 14.4%                  | 14.0%                | 13.1%                  |
| 91         | 2016/03/07     | 16.6%                | 13.6%                  | 14.8%                | 14.8%                  |
| 92         | 2016/03/08     | 16.5%                | 13.1%                  | 14.2%                | 13.3%                  |
| 93         | 2016/03/09     | 18.1%                | 14.5%                  | 14.4%                | 13.2%                  |
| 94         | 2016/03/10     | 17.1%                | 13.9%                  | 14.0%                | 13.1%                  |
| 95         | 2016/03/11     | 17.9%                | 14.9%                  | 15.4%                | 14.4%                  |
| 96         | 2016/03/14     | 16.7%                | 14.1%                  | 14.4%                | 13.5%                  |
| 97         | 2016/03/15     | 17.5%                | 15.0%                  | 14.7%                | 13.8%                  |
| 98         | 2016/03/16     | 17.9%                | 15.2%                  | 14.4%                | 13.8%                  |
| 99         | 2016/03/17     | 18.5%                | 15.7%                  | 15.2%                | 14.7%                  |
| 100        | 2016/03/18     | 18.2%                | 15.2%                  | 15.0%                | 13.9%                  |
| 101        | 2016/03/21     | 17.4%                | 14.8%                  | 13.7%                | 12.5%                  |
| 102        | 2016/03/22     | 17.3%                | 15.0%                  | 14.9%                | 13.5%                  |
| 103        | 2016/03/23     | 17.4%                | 15.6%                  | 14.2%                | 13.3%                  |
| 104        | 2016/03/24     | 17.5%                | 14.1%                  | 15.7%                | 15.0%                  |
| 105        | 2016/03/25     | 17.9%                | 14.7%                  | 15.5%                | 14.6%                  |
| 106        | 2016/03/28     | 17.6%                | 15.1%                  | 15.3%                | 14.5%                  |
| 107        | 2016/03/29     | 17.6%                | 15.2%                  | 15.7%                | 15.1%                  |
| 108        | 2016/03/30     | 17.6%                | 14.5%                  | 16.1%                | 15.6%                  |
| 109        | 2016/03/31     | 17.9%                | 15.0%                  | 15.5%                | 14.4%                  |
| 110        | 2016/04/01     | 17.6%                | 15.1%                  | 15.5%                | 14.6%                  |
| 111        | 2016/04/04     | 17.7%                | 15.0%                  | 15.0%                | 13.8%                  |
| 112        | 2016/04/05     | 17.6%                | 14.5%                  | 15.1%                | 13.7%                  |
| 113        | 2016/04/06     | 17.3%                | 14.7%                  | 15.7%                | 14.6%                  |
| 114        | 2016/04/07     | 17.9%                | 15.0%                  | 15.7%                | 14.0%                  |
| 115        | 2016/04/08     | 17.9%                | 15.0%                  | 15.8%                | 14.9%                  |
| 116        | 2016/04/11     | 18.0%                | 15.4%                  | 15.5%                | 15.2%                  |
| 117        | 2016/04/12     | 17.9%                | 14.6%                  | 15.6%                | 14.9%                  |
| 118        | 2016/04/13     | 15.7%                | 12.9%                  | 14.9%                | 13.7%                  |
| 119        | 2016/04/14     | 18.3%                | 14.5%                  | 15.8%                | 15.4%                  |
| 120        | 2016/04/15     | 18.3%                | 15.5%                  | 16.3%                | 15.9%                  |
| 121        | 2016/04/18     | 18.1%                | 15.8%                  | 15.9%                | 15.5%                  |
| 122        | 2016/04/19     | 19.3%                | 16.5%                  | 14.7%                | 14.4%                  |
| 123        | 2016/04/20     | 18.6%                | 15.3%                  | 15.1%                | 14.7%                  |
| 124        | 2016/04/21     | 18.6%                | 15.2%                  | 16.3%                | 14.9%                  |
| 125        | 2016/04/22     | 18.2%                | 15.7%                  | 16.5%                | 15.2%                  |
| 126        | 2016/04/25     | 17.4%                | 15.4%                  | 17.2%                | 16.3%                  |
| 127        | 2016/04/26     | 16.9%                | 15.0%                  | 16.2%                | 14.9%                  |
| 128        | 2016/04/27     | 19.3%                | 16.6%                  | 16.9%                | 16.0%                  |
| 129        | 2016/04/28     | 19.3%                | 16.5%                  | 16.8%                | 15.7%                  |
| 130        | 2016/04/29     | 18.4%                | 15.9%                  | 17.4%                | 17.0%                  |
| Trung bình | Trung bình     | 14.58%               | 12.05%                 | 12.79%               | 12.23%                 |